# Alcioneo

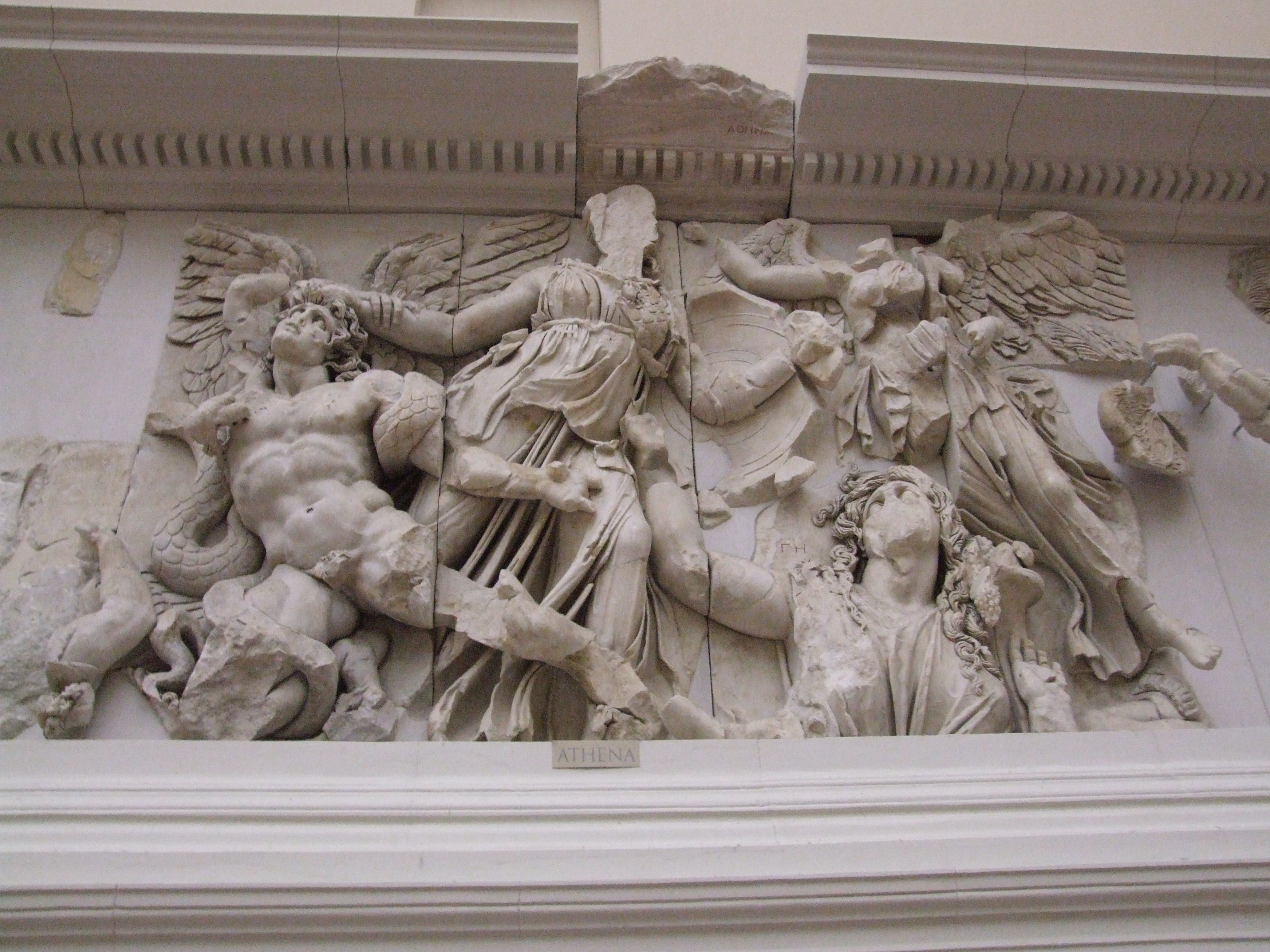
Atenea contra Alcioneo, Museo de Pérgamo (Berlín).

En la mitología griega, Alcioneo o Alción (Ἀλκυονεύς / Alkyoneús) era el más importante de los gigantes que participaron durante la Gigantomaquia.  Unos dicen que los gigantes nacieron de Gea y Urano  pero otros los consideran nacidos de la Tierra y el Tártaro.  Se dice que «el flegreo Alcioneo de Palene es el más antiguo de los gigantes».  En el altar de Pérgamo se puede ver a Atenea luchando contra Alcioneo (como en la imagen). Alcioneo fue padre de unas muchachas, las Alciónides.
En la Biblioteca mitológica se cuenta el principal relato sobre Alcioneo. Dice que los gigantes habían nacido según unos en Flegra, según otros en Palene. Arrojaban al cielo encinas encendidas y piedras. Aventajaban a todos Porfirión y Alcioneo, que era inmortal mientras combatiera en su tierra nativa; éste expulsó de Eritía las vacas de Helios. A los dioses se les había vaticinado que no podrían aniquilar a ningún gigante a menos que un mortal combatiera a su lado. Conociendo esto Gea busca una droga para que no pudieran ser vencidos ni por un mortal. Pero Zeus prohibió aparecer a Eos, Selene y Helios y, adelantándose, él mismo destruyó la sustancia y por medio de Atenea llamó a Heracles en su ayuda. Éste primero disparó su arco contra Alcioneo, quien al caer en tierra se reanimó. Por consejo de Atenea, Heracles lo arrastró fuera de Palene y de este modo acabó con él.
Píndaro nos dice que Alcioneo se apoderó del istmo de Corinto justo cuando Heracles huía con el ganado de Gerión. Alcioneo le atacó, aplastando doce carretas y veinticuatro de los hombres de Heracles con una enorme roca. El propio Heracles rechazó la piedra con su clava, matando así al gigante. El bloque con el que el gigante había atentado contra la vida de Heracles pudo verse en el istmo hasta tiempos bastante recientes.  En otro pasaje Píndaro describe a Alcioneo como un pastor tracio y sitúa la lucha con Heracles en las llanuras flegras. El autor describe a este pastor «grande como una montaña».
Claudiano cuenta que Alcioneo fue enterrado debajo del volcán Vesubio,  mientras que Filóstrato dice que los huesos de Alcioneo eran considerados una «maravilla» por la gente que vivía cerca del Vesubio, donde se decía que estaban enterrados muchos gigantes.  Algunos incluso creen que Alcioneo fue uno de los primeros seres en nacer, uno de los autóctonos.